# マンフレーディ
マンフレーディ（Manfredi, 1232年 - 1266年2月26日）は、ホーエンシュタウフェン朝のシチリア国王（在位：1258年 - 1266年）。マンフレッド、マンフレートとも呼ばれる。神聖ローマ皇帝フリードリヒ2世（シチリア国王フェデリーコ）と愛人であるピエモンテ貴族ビアンカ・ランチアの間に生まれた。ハインリヒ7世、コンラート4世（コッラード）、サルデーニャ国王エンツォ、アンティオキア公フリードリヒ3世らの異母末弟。

## 生涯
1254年に異母兄コッラードが死亡した際、後を継いだ甥のコッラディーノはまだ幼く（2歳）、ドイツに住居していたため、シチリア摂政としてシチリア王領を実質支配した。1258年にコッラディーノが死んだという誤報を受け、シチリア王位を継いだ。間もなく誤報であることが判明したが王位を譲らず、その後北イタリア支配をめぐって教皇と対立した。
1266年、ローマ教皇クレメンス4世の要請でフランス国王ルイ9世の弟シャルル・ダンジューがイタリアに侵攻し、マンフレーディはベネヴェントの戦いで戦死した。シャルル・ダンジューは代わってシチリア王位に就くが、後にシチリアの晩祷が発生、続いてマンフレーディの娘婿であるアラゴン国王ペドロ3世に敗れてシチリア島を失い、ナポリ王国とシチリア王国の分立に至る。
マンフレーディの残された家族である2番目の妻ヘレナ・アンゲリナ・ドゥーカイナ（エピロス専制公ミカエル2世息女）とその間に生まれた子供たちは、祖父フリードリヒ2世が築いた城カステル・デル・モンテ（世界遺産）に幽閉された最初の囚人となった。

## 家族
1247年、サヴォイア伯アメデーオ4世の娘ベアトリーチェ・ディ・サヴォイアと結婚し、1女をもうけた。
- コスタンツァ・ディ・ホーエンシュタウフェン（1249年 - 1302年） -　アラゴン国王ペドロ3世と結婚。

エピロス専制公ミカエル2世の娘ヘレナ・アンゲリナ・ドゥーカイナと再婚し、以下の子女をもうけた。
- ベアトリーチェ・ディ・ホーエンシュタウフェン（1260年 - 1307年） -　サルッツォ侯マンフレード4世・デル・ヴァストと結婚。
- フェデリーコ（? - 1312年[1]）
- エンリコ（? - 1318年[1]）
- エンツォ（生没年不詳）
- フロルデリ（生没年不詳）